# Anna Fernstädtová
Anna Fernstädtová (ur. 23 listopada 1996 r. w Pradze) – czesko-niemiecka skeletonistka, brązowa medalistka mistrzostw świata, trzykrotna złota medalistka mistrzostw świata juniorów. Znana również pod nazwiskiem Anna Fernstädt.

## Kariera
Skeleton zaczęła uprawiać w 2011 roku. Od początku kariery, do końca sezonu 2017/2018 reprezentowała Niemcy. Na arenie międzynarodowej zadebiutowała w listopadzie 2013 roku, w zawodach z cyklu Pucharu Europy na torze w niemieckim Altenbergu, gdzie zajęła w dwóch konkursach odpowiednio 5. oraz 6. lokatę. Na kolejnych zawodach w austriackim Igls, w grudniu 2013 roku, po raz pierwszy stanęła na podium, gdzie w kolejnych dwóch konkursach zajmowała 1. oraz 2. lokatę. W listopadzie 2014 roku rozpoczęła starty w pucharze interkontynentalnym. Debiut w Pucharze Świata przypadł na grudzień 2016 roku, gdzie w kanadyjskim Whistler ukończyła konkurs na 8. pozycji. W styczniu 2017 roku po raz pierwszy stanęła na podium zawodów Pucharu Świata, zajmując 3. miejsce podczas konkursu w Königssee. W tym samym miesiącu zadebiutowała na mistrzostwach Europy w Winterbergu, gdzie zajęła 8. lokatę. W lutym 2017 roku wystąpiła na mistrzostwach świata w Königssee, gdzie zdobyła brązowy medal w drużynie oraz zajęła 4. miejsce w rywalizacji indywidualnej. W styczniu 2018 roku zdobyła złoty medal podczas mistrzostw świata juniorów w Sankt Moritz. Na tej samej imprezie przed dwoma laty zdobyła brązowy medal. Miesiąc po wywalczeniu złota w Sankt Moritz, zadebiutowała na igrzyskach olimpijskich w Pjongczangu, gdzie była 6.
Przed rozpoczęciem sezonu 2018/2019 ogłosiła, że na zawodach międzynarodowych będzie reprezentantką Czech. W pierwszym sezonie w nowych barwach narodowych skupiła się głównie na występach w pucharze interkontynentalnym, w którym to zwyciężyła w klasyfikacji generalnej. W lutym 2019 roku podczas mistrzostw świata juniorów w Königssee, zdobyła złoty medal, jednocześnie broniąc tytuł zdobyty przed rokiem. W marcu 2019 roku wystąpiła na mistrzostwach świata w Whistler, gdzie zajęła 4. lokatę. W sezonie 2019/2020 powróciła do rywalizacji w Pucharze Świata, w którego klasyfikacji ostatecznie zajęła 9. lokatę. W lutym 2020 roku zdobyła 3 złoty medal z rzędu podczas mistrzostw świata juniorów w Winterbergu.

## Osiągnięcia

### Igrzyska olimpijskie
| Rok  | Miejsce    | Lokata |
| ---- | ---------- | ------ |
| 2018 | Pjongczang | 6.     |
| 2022 | Pekin      | 7.     |

### Mistrzostwa świata
| Rok  | Miejsce   | Lokata |
| ---- | --------- | ------ |
| 2017 | Königssee | 4.     |
| 2019 | Whistler  | 4.     |
| 2020 | Altenberg | 7.     |
| 2021 | Altenberg | 10.    |

### Mistrzostwa Europy
| Rok  | Miejsce      | Lokata |
| ---- | ------------ | ------ |
| 2017 | Winterberg   | 8.     |
| 2018 | Igls         | 11.    |
| 2020 | Sigulda      | 12.    |
| 2021 | Winterberg   | 7.     |
| 2022 | Sankt Moritz | 9.     |

### Mistrzostwa świata juniorów
| Rok  | Miejsce      | Lokata |
| ---- | ------------ | ------ |
| 2015 | Altenberg    | 5.     |
| 2016 | Winterberg   | 3.     |
| 2018 | Sankt Moritz | 1.     |
| 2019 | Königssee    | 1.     |
| 2020 | Winterberg   | 1.     |

### Puchar Świata
| Sezon     | Lokata |
| --------- | ------ |
| 2016/2017 | 8.     |
| 2017/2018 | 10.    |
| 2019/2020 | 9.     |
| 2020/2021 | 5.     |
| 2021/2022 | 16.    |